# Усть-Кабирзинське сільське поселення
Уст-Кабирзи́нське сільське поселення (рос. Усть-Кабырзинское сельское поселение) — сільське поселення у складі Таштагольського району Кемеровської області Росії.
Адміністративний центр — селище Усть-Кабирза.

## Історія
Станом на 2002 рік існували Усть-Кабирзинська сільська рада (селища Верхні Кичі, Верхня Александровка, Джелсай, Кантус, Колхозний Карчит, Нижні Кичі, Новий, Парлагол, Сарасет, Сензас, Середні Кичі, Середня Пурла, Таска, Узунгол, Усть-Азас, Усть-Кабирза, Усть-Кезес, Усть-Пизас) та Чилісу-Анзаська сільська рада (селища Анзас, Білка, Верхній Алзак, Верхній Бугзас, Верхній Нимзас, Ельбеза, Нижній Алзак, Нижній Нимзас, Середній Бугзас, Усть-Карагол, Чилісу-Анзас).

## Населення
Населення — 994 особи (2019; 1066 в 2010, 1281 у 2002).

## Склад
До складу поселення входять:
| Населений пункт              | Населення, осіб (2002) | Населення, осіб (2010) |
| ---------------------------- | ---------------------- | ---------------------- |
| Анзас, селище                | 0                      | 0                      |
| Білка, селище                | 36                     | 22                     |
| Верхній Алзак, селище        | 6                      | 9                      |
| Верхній Бугзас, селище       | 28                     | 38                     |
| Верхній Нимзас, селище       | 7                      | 1                      |
| Верхні Кичі, селище          | 0                      | 0                      |
| Верхня Александровка, селище | 7                      | 5                      |
| Джелсай, селище              | 9                      | 6                      |
| Ельбеза, селище              | 51                     | 47                     |
| Кантус, селище               | 0                      | 2                      |
| Колхозний Карчит селище      | 0                      | 0                      |
| Нижній Алзак, селище         | 11                     | 9                      |
| Нижній Нимзас, селище        | 6                      | 1                      |
| Нижні Кичі, селище           | 16                     | 17                     |
| Новий, селище                | 152                    | 134                    |
| Парлагол, селище             | 25                     | 13                     |
| Сарасет, селище              | 0                      | 0                      |
| Сензас, селище               | 64                     | 32                     |
| Середній Бугзас, селище      | 16                     | 12                     |
| Середні Кичі, селище         | 17                     | 12                     |
| Середня Пурла, селище        | 14                     | 3                      |
| Таска, селище                | 28                     | 14                     |
| Узунгол, селище              | 1                      | 2                      |
| Усть-Азас, селище            | 52                     | 32                     |
| Усть-Кабирза, селище         | 597                    | 523                    |
| Усть-Карагол, селище         | 14                     | 17                     |
| Усть-Кезес, селище           | 31                     | 24                     |
| Усть-Пизас, селище           | 22                     | 24                     |
| Чилісу-Анзас, селище         | 71                     | 52                     |